# Siegfried von Rabenau
Siegfried von Rabenau (* 14. Januar 1953 in Calbe) ist ein deutscher Politiker (SPD).

## Leben und Beruf
Nach dem Besuch der Polytechnischen Oberschule absolvierte Rabenau ab 1970 eine Ausbildung zum Kunstglaser in Naumburg und arbeitete anschließend bis 1980 als Kunstglaser in Erfurt und Berlin. Von 1970 bis 1972 besuchte er gleichzeitig die Volkshochschule, an der er das Abitur bestand. Er war seit 1980 als künstlerischer Mitarbeiter im Kollegium Bildender Künstler, Glasgestaltung Magdeburg beschäftigt und arbeitete bis 1990 als Werkstattleiter in einer Berliner Glasmalerei. 1981 restaurierte er die Glasmalereien in der Universität Sofia.
Rabenau war 1990 bis November als Ressortleiter für Inneres bei der Bezirksverwaltungsbehörde im Bezirk Frankfurt (Oder) tätig. 1991 übernahm er eine Tätigkeit als stellvertretender Leiter im Aufbaustab des Brandenburger Innenministeriums. Danach folgte eine Beratertätigkeit. 
Ferner ist er seit 1992 Mitglied der von ihm gegründeten Vereins zur Beschleunigung des wirtschaftlichen Aufschwungs Brandenburg-Berlin (BEWAB) e.V., des Human-Tec e.V., des Deutschen Ost-Forums München (D.O.M.) und des Kautsky-Bernstein-Kreises e.V.

## Familie
Siegfried von Rabenau ist ledig. Der Theologe Konrad von Rabenau und dessen erste Ehefrau Ilse Marie Doubs (1914–2000) adoptierte Siegfried am 5. März 1954 in Halle/Saale.
Die von Rabenaus zählen zum sächsischen Uradel.

## Politik
Rabenau war von 1980 bis zu seinem Austritt 1983 Mitglied der NDPD. Während der politischen Wende in der DDR schloss er sich den Sozialdemokraten an. Von 1990 bis 1992 war er stellvertretender Landesvorsitzender der SPD Brandenburg. Dem Brandenburger Landtag gehörte er vom 8. Januar 1992, als er für den ausgeschiedenen Abgeordneten Peter Kirmße nachrückte, bis 1994 an. Im Parlament war er Mitglied des Ausschusses für Wirtschaft, Mittelstand und Technologie.
Er ist Vorsitzender der Brandenburgischen Freundschaftsgesellschaft e.V.

## Ehrungen
- Ehrennadel der Nationalen Front in Silber, 1982